# 王宮ロマンス革命
王宮ロマンス革命（おうきゅうロマンスかくめい）は、集英社コバルト文庫から刊行されている、藤原眞莉による小説シリーズ。イラストは、鳴海ゆき。
西洋中世を舞台に、クィンシード王国第二王女のエヴァと彼女に関わる人々の物語を描く。

## ストーリー
幼いころの記憶が欠けているエヴァは、ある日自分の歌声に隠された力がある事を知る。歌声に隠された力とは何なのか。紫の瞳の意味は？エヴァは、王女という身分を捨て自分のルーツを探すことを決心する。

## 書籍情報
- 王宮ロマンス革命 姫君は自由に恋する ISBN 978-4086007320
- 王宮ロマンス革命 姫君は自由に恋する2 ISBN 978-4086007719
- 王宮ロマンス革命 姫君は自由に恋する3 ISBN 978-4086008372
- 王宮ロマンス革命 退屈姫の不埒な日常 ISBN 978-4086008624
- 王宮ロマンス革命 迷都にさまよう姫君 ISBN 978-4086008860
- 王宮ロマンス革命 夢恋う少年に響く都の歌 ISBN 978-4086010252
- 王宮ロマンス革命 姫君を探すほころびの都 ISBN 978-4086010566
- 王宮ロマンス革命 姫君と踊るかりそめの春の都 ISBN 978-4086010931
- 王宮ロマンス革命 花の都を旅立つ姫君 ISBN 978-4086011402